# Huszti járás
A Huszti járás (ukránul: Хустський район) közigazgatási egység Ukrajnában, Kárpátalján. Székhelye Huszt.
Jelenlegi formájában a 2020. júliusi ukrajnai közigazgatási reform során jött létre, a korábbi Huszti járás (1946–2020), az Ökörmezői járás, az Ilosvai járás nagyobb és a Szolyvai járás kisebb részének, valamint Huszt összevonásával.